# Scaphandridae
Famille
Synonymes
- Triclidae Winckworth, 1932

Les Scaphandridae sont une famille de mollusques gastéropodes de l'ordre des Cephalaspidea.

## Synonymes
- Triclidae Winckworth, 1932

## Liste des genres
Selon World Register of Marine Species (10 mars 2017) :
- genre Alicula Eichwald, 1830 †
- genre Cylichnium Dall, 1908
- genre Kaitoa Marwick, 1931 †
- genre Maoriscaphander Dell, 1950
- genre Meloscaphander Schepman, 1913
- genre Micraenigma Berry, 1953
- genre Priscaphander Finlay & Marwick, 1937 †
- genre Roxania Leach, 1847
- genre Sabatia Bellardi, 1877
- genre Scaphander Montfort, 1810
- genre Taita Laws, 1948 †